# Równina Szprotawska
Równina Szprotawska – mezoregion fizycznogeograficzny (317.75) położony w północno-wschodniej części Niziny Śląsko-Łużyckiej. Od zachodu, północy i północnego wschodu graniczy ze Wzgórzami Dalkowskimi, od południa z Wysoczyzną Lubińską i od południowego zachodu z Borami Dolnośląskimi. Stanowi ją szerokie i płaskie obniżenie doliny Szprotawy.
Pod względem geologicznym jest to obszar monokliny przedsudeckiej, pokryty osadami rzecznymi plejstoceńskimi i holoceńskimi – głównie piaskami i żwirami oraz glinami i madami.
Największe miasto – Szprotawa – jest położone w zachodniej części.

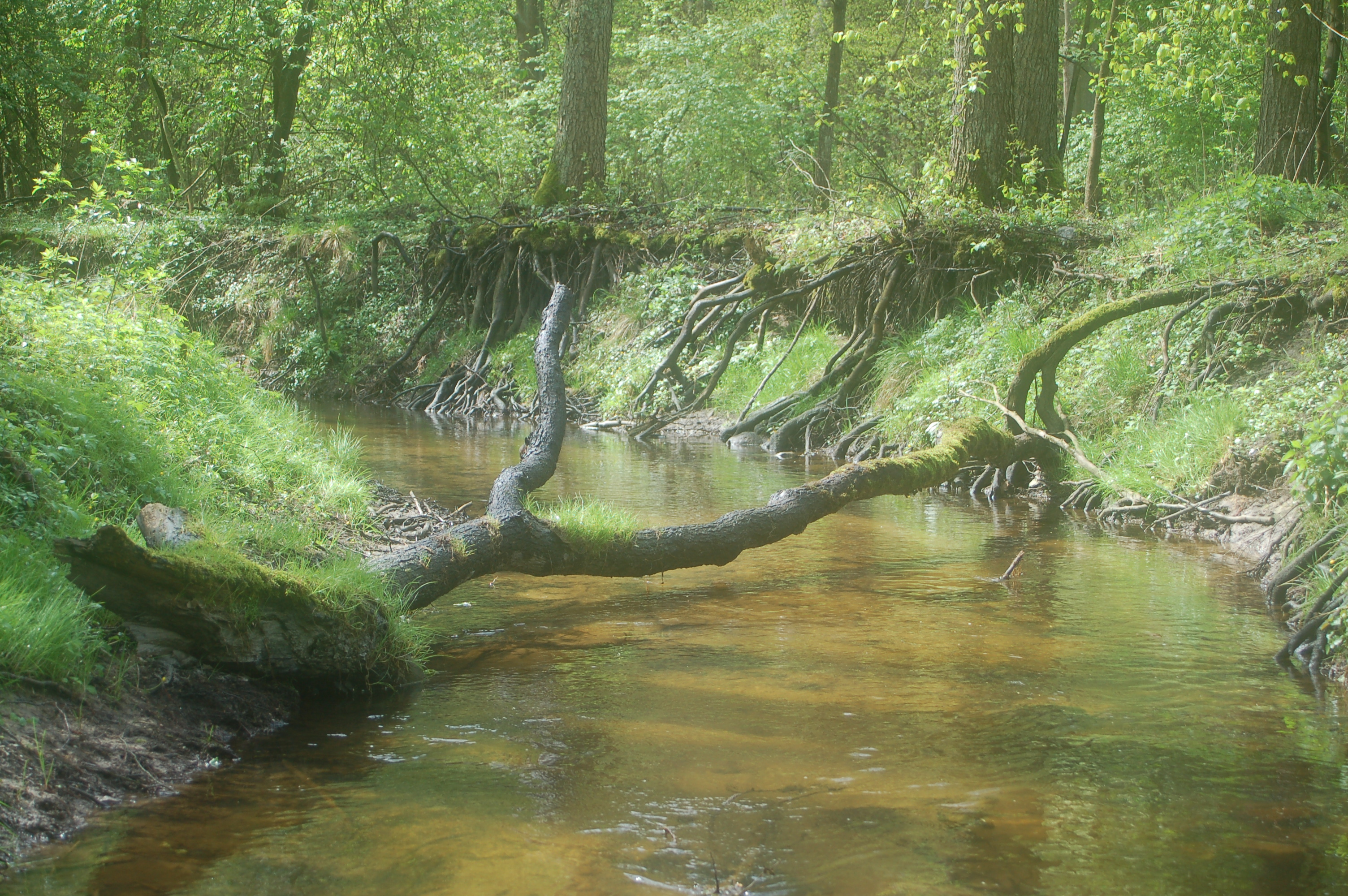
Zespół przyrodniczo-krajobrazowy Potok Sucha na Równinie Szprotawskiej